# Баум, Элиас
Элиас Никлас Баум (нем. Elias Niklas Baum; родился 26 октября 2005) — немецкий футболист, правый защитник клуба «Айнтрахт» (Франкфурт).

## Клубная карьера
Футбольную карьеру начал в академии клуба «Марксхайм 1957». В 2015 году присоединился к футбольной академии франкфуртского клуба «Айнтрахт». В октябре 2023 года подписал с клубом профессиональный контракт. 9 ноября 2023 года дебютировал в основном составе «Айнтрахта» в матче Лиги конференций УЕФА против финского клуба ХИК. 9 декабря 2023 года дебютировал в Бундеслиге в матче против «Баварии». 

## Карьера в сборной
Выступал за сборные Германии до 17, до 18, до 19 и до 20 лет.